# Karel Havlíček
Pour les articles homonymes, voir Havlíček.
Karel Havlíček, né le 16 août 1969 à České Budějovice, est un homme politique tchèque, entrepreneur et économiste République tchèque. Du 30 avril 2019 au 17 décembre 2021, il est nommé ministre de l'Industrie et du Commerce de la République tchèque. Il accède également à la vice-présidence du gouvernement.

## Vie
Il est diplômé de la faculté de génie civil de l'Université technique de Prague. Il a obtenu son diplôme d'Ingénieur en 1992, ainsi que plusieurs masters. Il obtient son doctorat en économie et gestion de l'Université d'économie de Prague en 2004.

## Carrière professionnelle
De 1991 à 2001, il a été directeur d’Elcom. Par la suite, de 2001 à 2007, il a exercé les fonctions de directeur des ventes de Sindat avant d’en devenir le PDG.
Le groupe Sindat se concentre principalement sur l'industrie textile.

### Adhésion et fonctions
Depuis 2010, il occupe le poste de président de l'association des petites et moyennes entreprises et de l'artisanat de la République tchèque. Il a également rencontré le Conseil des investissements publics, le Conseil des entreprises, le Comité directeur pour la mise en œuvre de la stratégie d'exportation tchèque ou les Comités consultatifs CzechInvest et CzechTrade.Lors de sa nomination au gouvernement, en avril 2019, il démissionne de son poste de président du conseil d'administration de l'AMSP CR et a quitté tous les autres postes de l'association, il prendra aussi sa retraite en tant que directeur général de Sindat et SinBio et du conseil de surveillance de Tylex Letovice.
Il a occupé le poste de vice-président de RVVI, présidant le Conseil sur le concept d'énergie et de matières premières, le Conseil des entreprises, un membre du Conseil d'investissement public et réuni au sein du Conseil [Conseil de l'accord économique et social], dit tripartite.

### Activité académique
Il appartient à l'Université des finances et de l'administration, où il a dirigé la Faculté des sciences économiques et a assuré le programme d'études Économie et gestion.

## Carrière politique
Le 10 avril 2019, le Premier ministre Andrej Babiš a annoncé qu'il lui proposait le ministère de l'Industrie et du Commerce, ce qu’il a accepté. Il obtiendra également le poste de vice-president du gouvernement.
Depuis le 24 janvier 2020, il est également ministre des Transports à la suite de la démission de Vladimír Kremlík.